# Joe Nhlanhla
Joseph Mbuku Nhlanhla, kurz Joe Nhlanhla (* 4. Dezember 1936 in Sophiatown, Johannesburg; † 2. Juli 2008 in Johannesburg) war ein südafrikanischer Antiapartheidsaktivist und Politiker des African National Congress (ANC). In der Spätphase des südafrikanischen Apartheidstaates leitete er aus dem Exil den ANC-Nachrichtendienst und nahm an wichtigen Verhandlungen des demokratischen Übergangs teil, die ihm die Einflussnahme auf die Neustrukturierung des nachrichtendienstlichen Sektors ermöglichte.

## Leben
Nhlanhla wurde im Township Sophiatown geboren, das zu dieser Zeit und noch mehrere Jahrzehnte später als einer der politischen Brennpunkte an der nordwestlichen Peripherie von Johannesburg galt. Er und vier weitere Geschwister waren die Kinder des Schuhmachers Samuel Nhlanhla und seiner Frau Christina Toli (geb. Buhali). Sein Vater war zudem Priester in einer der informellen afrikanischen Kirchen.
Nhlanhla begann seine Schulzeit an der Ikage Primary School mit sieben Jahren in Alexandra, ein ebenso stark politisiertes Township im Nordosten von Johannesburg. Hier verbrachte Nhlanhla seine ersten Schuljahre, bis er zur Kilnerton High School in Pretoria wechselte, wo er 1956 an dieser von Wesleyanern geleiteten Bildungsstätte sein Matric ablegte.
Bereits in Alexandra wurde sein politisches Interesse geweckt, da er hier seine Mitgliedschaft im ANC über die Jugendorganisation Alexandra Youth League begann. Während dieses Lebensabschnittes kam er mit den Aktionen der Anti-Pass-Kampagne und 1957 mit den Protesten im Verlauf der Bus- und des Kartoffel-Boykotts in Kontakt. Sein Engagement als Jugendlicher führte in die Position des Sekretärs der Alexandra Youth League, schließlich in den Vorstand für Transvaal der ANC Youth League. Hier kam er am 28. März als einer der ersten Aktivisten während des Ausnahmezustands von 1960 in Haft. Einige Tage vor der Aufhebung des Ausnahmezustandes wurde er freigelassen, jedoch mit der Auflage, sich nur im Verwaltungsdistrikt von Johannesburg aufzuhalten.
Nach der verbotsgleichen Bannung des ANC ging Nhlanhla in den Untergrund, wandte sich nach Tansania und trat dem Umkhonto we Sizwe (MK) bei. Hier gehörte er zu den jungen Mitgliedern, die die Befreiungsbewegung ANC zu einem Auslandsstudium delegierte. Nhlanhla reiste in die Sowjetunion und studierte in Moskau am Plechanow-Institut Wirtschaftswissenschaften. Diese Hochschuleinrichtung entwickelte sich in den 1960er Jahren zu einer der führenden wissenschaftlichen Ausbildungsstätte des Landes. Hier hielt er sich vom Oktober 1964 bis 1969 auf. Auch während dieser Zeit führte er die Gruppe der ANC-Jugend an der Hochschule und leitete weitere Studentenstrukturen des ANC in der Sowjetunion. Im Verlaufe dieser Funktionen organisierte Nhlanhla landesweite Konferenzen dieser ANC-Studenten. Er verließ Moskau 1969 mit einem Master in Wirtschaftswissenschaften.
Im Jahr 1970 kehrte er nach Tansania zurück, leitete von da die ANC-Jugend und Studentenarbeit bis 1973. Anschließend beauftragte man ihn als ANC-Repräsentant für Ägypten und den Nahen Osten. In dieser Funktion vertrat er den ANC in der Afro-Asian People's Solidarity Organisation. Nach einigen Jahren berief der ANC ihn an sein Hauptquartier in Lusaka, wo Nhlanhla 1978 die Funktion des geschäftsführenden Verwaltungssekretärs in der Organisation übernahm. Schließlich wurde er 1981 Mitglied des ANC-Vorstands (National Executive Committee). Seine Erfahrungen und Fähigkeiten waren geschätzt, so dass Nhlanhla 1983 zum Sekretär des Politisch-Militärischen Rat (Political-Military Council) des ANC gewählt wurde, der sich mit Mobilisierungsmöglichkeiten innerhalb Südafrikas befasste. Als 1987 die ANC-Sektion für Sicherheit und nachrichtendienstliche Aufgaben (intelligence directorate) reorganisiert wurde, übernahm Nhlanhla nach erfolgreicher Wahl die Führung des Department of Intelligence and Security im ANC.
In Folge der Legalisierung des ANC im Jahr 1990 kehrte er im April desselben Jahres in sein Heimatland zurück. Nhlanhla hatte schon zuvor in den späten 1980er Jahren geheime Kontakte mit der Regierung aufgenommen, nachdem der ANC diskrete Signale erhalten hatte, die Verhandlungen zur Verständigung mit der Apartheidregierung ermöglichen könnten. Schließlich wurde Nhlanhla Mitglied des Steuerungskomitees zur Vorbereitung der Groote-Schuur-Gespräche zwischen dem ANC und der südafrikanischen Regierung von Staatspräsident De Klerk, die im Mai 1990 stattfanden. Er selbst nahm als Delegationsmitglied an diesen Treffen teil. Später war Nhlanhla bei den CODESA-Verhandlungen im Dezember 1992 beteiligt, wo er in einer Arbeitsgruppe zur Beendigung der bisherigen Regierungsstruktur mitwirkte. Schließlich entsandte ihn der ANC in die Verhandlungsgruppe, die sich mit der Zukunft der südafrikanischen Nachrichtendienste befassen musste.
Nhlanhla kandidierte für die Wahlen im April 1994 zur Nationalversammlung und gewann einen Parlamentssitz. Im Juli 1994 wurde bekannt, dass er das Amt des Ministerstellvertreters (Safety and Security) für den Bereich Nachrichtendienste übernehmen soll, wozu er am 22. Februar 1995 durch Präsident Mandela berufen wurde. In diesem Ministeramt stand er dem National Intelligence Co-ordinating Committee vor, das die vier damaligen Nachrichtendienste zu kontrollieren hatte. Das waren damals der Inlandsgeheimdienst National Intelligence Agency, der Auslandsnachrichtendienst South African Secret Services sowie die Sicherheitsdienste der Polizei und des Militärs.
Präsident Thabo Mbeki berief ihn 1999 in das Ministeramt für Nachrichtendienste (Ministry of Intelligence Services). Diese Funktion behielt er bis zu seinem Rücktritt aus gesundheitlichen Gründen. Ihm folgte im Amt Lindiwe Sisulu nach.
Joe Nhlanhla starb nach mehreren Monaten Koma an den Folgen von Diabetes während eines Aufenthaltes am Milpark Hospital von Johannesburg, ein Jahr nach dem Tod seines Sohnes Leonard.

## Ehrungen
- Juni 2004: Order of Luthuli in Silber durch Thabo Mbeki.[6]

- Juli 2008: Sein Begräbnis erfolgte nach einem familiären Trauergottesdienst als Staatsakt am 12. Juli 2008 auf dem West Park Cemetery von Johannesburg unter Leitung der damaligen Ministerin für Wohnungsbau, Lindiwe Sisulu, die 2001 seinen Ministerposten übernommen hatte.[7][3] Eine Trauerrede wurde vom Präsidenten Thabo Mbeki gehalten.[5][8]

## Persönliches
Nhlanhla lebte in Ehe mit Mmabatho Nhlanhla. Das Paar hatte einen Sohn. Sie wohnten im Alter in Kempton Park in der Metropolgemeinde Ekurhuleni, wo er 2000 einen Schlaganfall erlitt, der seine Sprachfähigkeit infolge einer Lähmung stark einschränkte.
Zuletzt lebte er von vielen seiner ehemaligen Kampfgefährten des früheren Exils isoliert im Rollstuhl und war sogar verschmäht. Die Abwendung des ANC von ihm erzeugte einen einsamen und depressiven letzten Lebensabschnitt. Einige ehemalige Kameraden hatten Geld für die ihn betreuende Krankenschwester gesammelt, die aber ihre Arbeit beendete, als ihre Bezahlung nicht mehr möglich war.